# کلود ماکلله
 کلود ماکلِله  (به فرانسوی: Claude Makélélé) (زاده ۱۸ فوریه ۱۹۷۳) بازیکن فوتبال اهل فرانسه است. وی سابقه عضویت در باشگاه‌های رئال مادرید، چلسی و پاری سن ژرمن را دارد. ماکلِله ۷۱ بازی ملی در کارنامه دارد و در جام‌های جهانی ۲۰۰۲ و ۲۰۰۶ حضور داشته‌است.

## افتخارات

### باشگاهی
نانت
- لیگ ۱: ۹۵–۱۹۹۴

 رئال مادرید
- لیگ قهرمانان اروپا: ۰۲–۲۰۰۱
- لا لیگا: ۰۳–۲۰۰۲
- سوپر کوپا د اسپانا: ۲۰۰۱، ۲۰۰۳
- جام بین‌قاره‌ای: ۲۰۰۲
- سوپرجام اروپا: ۲۰۰۲

 چلسی
- لیگ برتر انگلستان: ۰۵–۲۰۰۴، ۰۶–۲۰۰۵
- جام خیریه انگلیس: ۲۰۰۵
- جام اتحادیه: ۰۵–۲۰۰۴، ۰۷–۲۰۰۶
- جام حذفی: ۰۷–۲۰۰۶
- نایب قهرمان لیگ قهرمانان اروپا: ۲۰۰۸

 پاریس سن ژرمن
- کوپا فرانسه: ۱۰–۲۰۰۹